# Kulturkosmos Müritz
Der Kulturkosmos Müritz e.V. ist ein Kulturverein, der u. a. verschiedene Festivals wie das Fusion Festival und das at.tension Theaterfestival veranstaltet. Der Verein wurde 1999 als Kulturkosmos Müritzsee e.V. gegründet und ging aus einer hauptsächlich aus Hamburg stammenden Gruppe von Kulturschaffenden hervor. Der Verein hat ca. 30 Mitglieder, Vorsitzender ist Martin Eulenhaupt.
Der Verein bildet den offiziellen Rahmen für die Festivals auf dem ehemaligen sowjetischen Militärflugplatz Lärz an der Müritz. Mitte der 1990er Jahre formierte sich eine Gruppe von zumeist Hamburger Künstlern und Kulturschaffenden. Die Gruppe nannte sich zunächst „U-Site“ (für „Underground Ort“) und organisierte ab 1993 an meist entlegenen Orten Kulturevents. Kennzeichen der gemeinschaftlich organisierten Veranstaltungen war ihr nicht-kommerzieller Charakter und die breit gefasste, inhaltliche Ausrichtung. Verschiedenste Genres aus den Bereichen Musik, Theater und Performance wurden bei den Veranstaltungen dargeboten. Übergeordnetes Ziel der Gruppe war es, einen Gegenpol zu von ihr als zunehmend kommerzialisiert empfundenen bisherigen Kulturformen wie z. B. der in den 90er Jahren starken Techno-Kultur zu etablieren.
Der Verein arbeitete teilweise die Geschichte des Geländes auf. Das Flughafengelände wurde zunächst von den Nationalsozialisten als Erprobungsstelle Rechlin genutzt. 1945 wurde diese und der nahegelegene Flugplatz Lärz an die Rote Armee übergeben, die ihn bis 1993 nutzte. Auf dem ehemaligen Flugplatzgelände besitzt der Verein ein 100 ha großes Grundstück.
Der Verein fördert Jugendkulturprojekte und Schulprojekte in Kooperation mit den angrenzenden Gemeinden.
Er erwarb ein 1,8 Hektar großes Grundstück an der Gaarzer Straße in Lärz. Einen 0,25 Hektar großen Teil des Grundstücks verschenkte er im Dezember 2018 an die Gemeinde, damit diese darauf eine Kita errichten kann, da das bisherige Gebäude einem Neubau weichen müsse.